# Prädikat (Logik)
Prädikat (von lateinisch praedicare ‚zusprechen‘) nennt man in der modernen Prädikatenlogik den Teil einer atomaren Aussage, der wahrheitsfunktional ist. Ein Prädikat hat dabei eine oder mehrere Argumentstellen; eine vollständige Aussage entsteht durch das Einsetzen von Individuenkonstanten in die Argumentstelle(n) oder durch das Einsetzen von Variablen und deren Bindung durch eine voranzustellende Quantifizierung. In gängiger sprachphilosophischer Interpretation ist ein einstelliges Prädikat Ausdruck für eine Eigenschaft. In einer atomaren Aussage wird jener der Eigenschaft entsprechende Begriff dem mit dem Individuensymbol repräsentierten Gegenstand zugesprochen, oder von ihm prädiziert. Mehrstellige Prädikate werden auch als Relationen bezeichnet, einstellige als Begriffe. Das einfachste formallogische System, das mit (bestimmten) Prädikaten operiert, ist die Prädikatenlogik erster Ordnung. 
Vom Verständnis der modernen Logik unterscheidet sich der Prädikatsbegriff in der traditionellen Logik. Der traditionelle Prädikatsbegriff wurde von Aristoteles begründet und herrschte bis ins 19. Jahrhundert vor. Danach ist logisches Prädikat allgemein das, was von einem Subjekt ausgesagt wird. In der modernen Logik ist das logische Prädikat seit Gottlob Frege das, was von einem oder mehreren Gegenständen ausgesagt wird, beziehungsweise ein Ausdruck, der eine Leerstelle enthält („ungesättigter Ausdruck“), der durch andere Ausdrücke zu einem Ausdruck für einen Satz vervollständigt wird. Bei Ausdrücken für Prädikate der ersten Stufe im Sinne Freges wird die Leerstelle mit „Eigennamen“ oder mit gebundenen Variablen besetzt.

## Das Prädikat in der traditionellen Logik
In der traditionellen Logik (siehe auch Syllogistik) wird bei der Analyse von Aussagen (traditionell kategorische Urteile genannt) unterschieden zwischen dem, worüber etwas ausgesagt wird (dem Subjekt), und dem, was darüber ausgesagt wird (dem Prädikat). Das Subjekt ist der Gegenstand, über den etwas ausgesagt wird, und Prädikat das, was ihm in der Aussage zugeschrieben wird, zum Beispiel eine Eigenschaft. Der Teil der Aussage, der auf den Gegenstand verweist, ist der Subjektsterm und der Teil der Aussage, die dem Subjekt das Prädikat zuschreibt, der Prädikatsterm. Es wird aber „Subjekt“ auch im Sinne von „Subjektsterm“ und „Prädikat“ auch im Sinne von „Prädikatsterm“ verwendet. Die Zuschreibung selbst ist die Prädikation.
Beispiele von einfachen Aussagen sind: 
1. Sokrates ist ein Mensch.
2. Der Hund meines Nachbarn schläft.
3. Sokrates liebt es, bei langen Weinabenden über Philosophie zu diskutieren.

In den Beispielen 1 und 3 ist der Mensch Sokrates das Subjekt, der Ausdruck „Sokrates“ (der erste Teil der Aussagen 1 und 3) der Subjektsterm. Im Beispiel 2 ist der Hund meines Nachbarn das Subjekt und der Ausdruck „Der Hund meines Nachbarn“ der Subjektsterm.
Die Prädikate in den Beispielsätzen sind die Eigenschaften ein Mensch zu sein, zu schlafen und es zu lieben, bei langen Weinabenden über Philosophie zu diskutieren. Die Prädikatsterme sind „Mensch“, „schläft“ und „liebt es, bei langen Weinabenden über Philosophie zu diskutieren“.
Das erste und letzte Beispiel zeigen, dass das logische Prädikat (genauer: der Prädikatsterm) nicht mit dem grammatischen Prädikat („ist“ bzw. „liebt“) übereinstimmen muss: Grammatisch ist „ein Mensch“ ein Gleichsetzungsnominativ, „bei langen Weinabenden über Philosophie zu diskutieren“ ein direktes Objekt des Verbs.
Als Teile einer einfachen Aussage sind Prädikatsterm und Subjektsterm unvollständig und selbst keine Aussagen. Sie können nicht für sich wahr oder falsch sein.
Im Beispiel 1 ist der Prädikatsterm aus zwei Teilen zusammengesetzt: der Kopula „ist“ und dem Prädikatsnomen „der Mensch“. In der Syllogistik hat es sich eingebürgert, auch die Prädikate in Beispielen 2 und 3 in dieser Form zu schreiben, weil sie nur dann im Rahmen des formalen, syllogistischen Schließens unmittelbar verwendbar sind. Also etwa:
- Der Hund meines Nachbarn ist ein Schlafender.
- Sokrates ist ein Liebender des Diskutierens über Philosophie bei langen Weinabenden.

Unter Zugrundelegung des traditionellen Subjekts- und Prädikatsbegriffs unterscheidet Immanuel Kant zwischen analytischen Urteilen, bei denen das Prädikat bereits im Subjekt enthalten sei (z. B. bei der Aussage „Alle Kreise sind rund“) und synthetischen Urteilen, bei denen das Prädikat dem Subjekt etwas hinzufüge (zum Beispiel bei der Aussage „Der Hund schläft“). Zu dieser kantischen Unterscheidung siehe Synthetisches Urteil a priori.

## Der moderne Prädikatsbegriff

### Übergang
Traditionell wurde der Ausdruck „Prädikat“ sowohl für einen Ausdruck als auch für dessen Inhalt verwendet. Erst Gottlob Frege führte die Trennung zwischen „Begriffsausdruck“ und „Begriff“ konsequent durch. Dies verschärft die erkenntnistheoretische Frage, ob die „prädikative Struktur von Aussagen“ primär eine Eigenschaft des Denkens oder der Sprache ist. In der logischen Praxis wird diese Unterscheidung gelegentlich übergangen, da Logik auch als uninterpretierter formaler Kalkül über Ausdrücke betrieben werden kann. Das logische Prädikat in dieser rein formalen Rolle wird auch als Prädikator oder genereller Term bezeichnet, um es sowohl vom grammatischen Prädikat als auch von singulären Termen (Gegenstandsnamen) terminologisch abzugrenzen. Unter dem Einfluss der modernen Logik orientieren sich manche neuere grammatische Prädikatstheorien jedoch am logischen Prädikatsbegriff.

### Prädikate als Begriffe und Satzfunktionen
Ein Prädikatsausdruck im Sinne der modernen Logik ist „ein Ausdruck, aus dem man durch Einsetzen von Individuennamen für Individuenvariablen einen Satz bilden kann“. Mit anderen Worten: Ein Prädikat ist der Ausdruck, der übrig bleibt, wenn man in einem Satz die in ihm vorkommenden Namen wegstreicht.
Grundlegend für den modernen Prädikatsbegriff ist die Einsicht von Frege, dass der beurteilbare Inhalt einer Aussage ein Ganzes ist, „das logisch auf verschiedene Weise zerlegt werden kann, jedoch immer so, dass von einem Gegenstand Beziehungen oder Eigenschaften ausgesagt werden“. In Anwendung und Erweiterung des Funktionsbegriffs der Analysis wird die Aussage nicht mehr in Subjekt und Prädikat, sondern in Funktion und Argument zerlegt. Das Subjekt-Prädikat-Schema der Umgangssprache wird für die Logik durch ein Argument-Funktion-Schema ersetzt. Dabei vertritt der Argumentsausdruck einen Gegenstand, von dem bestimmte Eigenschaften oder Beziehungen gelten, die durch einen Funktionsausdruck ausgedrückt werden.
Das Prädikat im Sinne der modernen Logik ist somit eine Satzfunktion, die auch als Aussagefunktion, Aussageform oder (engl.) propositional function bezeichnet wird. Von jeder Satzfunktion wird gefordert, dass sie für jedes Argument (jeden singulären Ausdruck), das man in sie einsetzt, einen Wahrheitswert ergibt.
So heißt es in einer jüngeren Einführung: „n-stellige Prädikate sind eigentlich n-stellige Funktionen, deren Funktionswerte nichts mit Zahlen zu tun haben. Vielmehr geben sie Wahrheitswerte. Einstellige Prädikate nehmen als Argumente einzelne Gegenstände und geben Wahrheitswerte. Zweistellige Prädikate nehmen als Argumente geordnete Paare von Gegenständen und geben Wahrheitswerte … kurz: n-stellige Prädikate nehmen n-Tupel als Argumente und geben Wahrheitswerte.“ Die Extension eines n-stelligen Prädikats ist dabei die Menge der n-Tupel, für die das Prädikat den Wahrheitswert „wahr“ ergibt.

### Prädikate, Relationen und Existenzaussagen
Der moderne Prädikatsbegriff macht den Weg frei, auch Beziehungen (Relationen) sowie Existenzaussagen logisch adäquat zu erfassen.

#### Relationen
Der moderne Prädikatsbegriff ermöglicht eine Mehrstelligkeit des Prädikats und dadurch eine logische Behandlung von Relationen.
- Beispiel: „Sokrates ist ein Schüler von Platon“

Anmerkung: In Wahrheit war Platon ein Schüler von Sokrates. Das Beispiel soll nur zeigen, dass Falschaussagen, genauso wie wahre Aussagen, logische Elemente enthalten.
traditionelle Analyse: „Sokrates“ (Subjekt) „ist“ (Kopula) „ein Schüler von Platon“ (Prädikat)
moderne Analyse: Die Beziehung des „Schülerseins von“ wird als Prädikatsterm „_1 ist Schüler von _2“ analysiert; die Ausdrücke „_1“ und „_2“ markieren dabei die Stellen, an denen die Individuen benannt werden, über die diese Beziehung ausgesagt werden soll – im Beispiel sind das die Individuen (Argumente, Gegenstände) Sokrates und Platon.
Im Fall von „_1 ist Schüler von _2“ handelt es sich um eine Beziehung zwischen zwei Gegenständen, weshalb das Prädikat (bzw. der Prädikatsterm) zweistellig genannt wird. Abhängig von der Zahl der Gegenstände, zwischen denen eine Beziehung ausgesagt wird, spricht man auch von drei-, vier- usw. stelligen Prädikaten, oder allgemeiner von n- oder unbestimmt mehrstelligen.

#### Existenzaussagen
Der moderne Prädikatsbegriff ermöglicht auch Existenzaussagen adäquater zu erfassen.
- Beispiel: (1) „Es gibt violette Ameisen“; (2) „Einige Ameisen sind violett“; (3) „Violette Ameisen existieren“[13]

traditionelle Logik: Bei (1) ist „Es“ grammatisch ein Schein-Subjekt, was für die traditionelle Logik ein Problem darstellt. Formuliert man (1) und (3) in „Violette Ameisen sind existierend“ um, kann man diesen Satz in „Violette Ameisen“ (Subjekt) + „sind“ (Kopula) und „existierend“ (Prädikat) analysieren. Dieser Satz unterscheidet sich von (2): „Einige Ameisen“ (Subjekt) + „sind“ (Kopula) + „violett“ (Prädikat).
moderne Logik: Für die moderne Logik sind die Sätze (1)–(3) gleichbedeutend und „existieren“ ist nur in einem grammatischen, nicht aber in einem logischen Sinn ein Prädikat. Die Einzelheiten sind umstritten. Nach Frege ist Existenz die Eigenschaft eines Begriffs, einen nicht-leeren Umfang zu haben. Als locus classicus für die moderne Auffassung von Existenz gilt Russells Aufsatz On Denoting (1905).

### Begriffe als Bedeutungen von Prädikaten
Sieht man mit Frege in Prädikaten Satzfunktionen, verwendet man den Ausdruck "Begriff" mit ihm in einem nur logischen Sinn, und sieht man in Begriffen die Bedeutung von Prädikaten, so kommt man zu seiner klassischen Begriffsdefinition: „ein Begriff ist eine Funktion, deren Wert immer ein Wahrheitswert ist“.
Dies gilt als „der erste standfeste Begriff des Begriffs in der europäischen Philosophiegeschichte“.

### Prädikate als Namen für Eigenschaften und Relationen
Zwischen den Prädikaten als sprachlichen Ausdrücken und ihren Bedeutungen ist streng zu unterscheiden. So bedeutet z. B. das Prädikat „ist weiß“ die Eigenschaft, weiß zu sein, und das Prädikat „Freund sein“ die Beziehung der Freundschaft. Die Bedeutung n-stelliger Prädikate bezeichnet man auch als n-stellige Begriffe.
Prädikate sind „Bezeichnungen für Eigenschaften und Relationen, die von den Individuen ausgesagt werden sollen“. Einstellige Prädikate sind „ein Zeichen für ein einstelliges Attribut (d. i. eine Eigenschaft)“. Je nach relationslogischer Terminologie kann man n-stellige Prädikate auch als einstellige Beziehungsausdrücke bezeichnen.

### Prädikatbegriff und Ontologie
Gewöhnlich werden Prädikate mit Eigenschaften von Gegenständen identifiziert. Diese Gleichsetzung ist jedoch einzuschränken, da sie nur bedingt von atomaren Prädikaten der ersten Stufe gilt.
Für den aristotelischen Prädikatbegriff heißt es resümierend: „Die Relation von Subjekt und Prädikat im Satz spiegelt das Grundverhältnis der Wirklichkeit: die Substanz (Subjekt) mit ihren Eigenschaften (Prädikate). Jedes wahre Urteil spiegelt ein Seinsverhältnis.“
Es ist hier nicht zu vertiefen, inwieweit die klassische Ontologie mit ihrem Substanz- und Akzidenz-Denken den klassischen Prädikatsbegriff notwendig hat.

### Einteilungen der Prädikate
Stelligkeit
Nach der Anzahl der einsetzbaren Individuennamen (Argumente) kann zwischen ein- und mehrstellige Prädikaten unterschieden werden.
Ein Prädikat mit n Leerstellen nennt man n-stelliges Prädikat.
Statt von ein-, zwei- oder dreistelligen Prädikaten wird auch von monadischen, dyadischen, triadischen Prädikaten (Prädikatoren) gesprochen. Mehrstellige Prädikate (Prädikatoren) werden mitunter auch Relatoren genannt. Ein Wort kann dabei Ausdruck von Prädikaten verschiedener Stellenzahl sein.
- Beispiel (liegen)
  - (1) einstellig (f (a)): „Anton liegt“ (= „… liegt“ (Anton));
  - (2) zweistellig (f (a,b)): Anton liegt unter einer Eiche (= „… liegt unter …“ (Anton, Eiche)).
  - (3) dreistellig (f (a, b, c)): Anton liegt zwischen einer Eiche und einer Birke (= „… liegt zwischen … und …“ (Anton, Eiche, Birke))

„Im Übrigen steckt in jedem mehrstelligen Prädikat auch ein solches mit weniger Leerstellen und immer ein einstelliges.“ Das heißt, Anton liegt zwischen einer Eiche und einer Birke kann auch analysiert werden als „… liegt zwischen einer Eiche und einer Birke“ (Anton). Die Leerstellen des Prädikats entsprechen in anderer Terminologie seiner syntaktischen Valenz.
Atomare und molekulare Prädikate
Ein atomares Prädikat (semantischer Baustein; semantisches Primitiv; engl.: semantic primitive) ist ein Prädikat, das keine Junktoren enthält. Ein molekulares Prädikat ist ein „Prädikat, das durch die Verbindung mehrerer atomarer Prädikate durch Junktoren entstanden ist“.
Stufigkeit
In der Tradition von Gottlob Frege wird zwischen Prädikaten erster Stufe und Prädikaten zweiter Stufe unterschieden. Prädikate erster Stufe sind Prädikate, deren Anwendungsbereich Gegenstände, die mit Individuenkonstanten bezeichnet werden, umfasst. Für Prädikate zweiter Stufe kommen nur Prädikate erster Stufe als Argumente infrage.
Leeres/nichtleeres Prädikat
„Ein Prädikat heißt leer, wenn es auf kein Individuum zutrifft.“ (Beispiel: __ ist ein Einhorn). Das Gegenteil ist ein nichtleeres Prädikat.

## Formalisierung des Prädikats in der mathematischen Logik
Anders als die traditionelle Syllogistik untersucht die moderne mathematische Logik nicht das logische Schließen mit Hilfe normalsprachiger Sätze, sondern das Schließen in genau beschriebenen formalen Sprachen beziehungsweise Systemen. Für Prädikatenkalküle gehören zu den beschriebenen Ausdrücken der Sprache ein- und mehrstellige Prädikatensymbole, auch Prädikatenkonstanten, Prädikatbuchstaben oder Prädikatoren genannt, oft geschrieben als Großbuchstaben, gefolgt von den Argumenten des Prädikats oder von Leerstellen als Platzhalter für solche Argumente. Oft werden die Argumente in Klammern gesetzt und durch Beistriche voneinander getrennt. Zum Beispiel würde ein einstelliges Prädikat mit dem Prädikatensymbol „P“ als „P_“ oder als „P(_)“ geschrieben, ein zweistelliges Prädikat mit dem Prädikatensymbol „S“ würde als „S_1_2“ oder als „S(_1, _2)“ geschrieben. Die einstelligen Prädikatensymbole entsprechen den Prädikatstermen der syllogistischen Logik.
In der Interpretation einer formalen Sprache eines Prädikatenkalküls wird jedem einstelligen Prädikatensymbol die Menge der Individuen (Gegenstände, Entitäten im weitesten Sinn) zugeordnet, auf die das betroffene Prädikat zutrifft; jedem zweistelligen Prädikatensymbol die Menge geordneter Paare von Individuen, auf die das Prädikat zutrifft; und allgemein jedem n-stelligen Prädikatensymbol die Menge aller n-Tupel (in der Mathematik auch als Relation bezeichnet) von Individuen, auf die das jeweilige Prädikat zutrifft. Die Gesamtheit aller Gegenstände, von denen in der betrachteten Interpretation die Rede ist, wird Diskursuniversum (engl. universe of discourse oder domain) genannt.
Der Begriff Prädikat wird formal als eine Funktion in die Menge der Wahrheitswerte definiert: Ein n-stelliges Prädikat ist eine n-stellige Funktion aus dem n-fachen kartesischen Produkt des Diskursuniversums D {\displaystyle \prod _{i=1}^{n}D=\underbrace {D\times ...\times D} _{n{\text{-mal}}}} – das heißt aus der Menge aller n-Tupel von Individuen – in die Menge der Wahrheitswerte. Somit kann jedem n-stelligen Prädikatensymbol P(_1, _2,… _n) eine solche Funktion – ein Prädikat – P(x1, x2,… xn) zugeordnet werden, sodass P(x1, x2,… xn) =wahr genau dann, wenn das n-Tupel (x1, x2,… xn) ein Element der dem Prädikatensymbol zugeordneten Menge von n-Tupeln ist, mit anderen Worten:
Für alle x1, x2,… xn ∈ D gilt:
(x1, x2,… xn) ∈ P ⇔ P(x1, x2,… xn) = Wahr
Aus diesem Grund werden die Aussagen (x1, x2,… xn) ∈ P und P(x1, x2,… xn) auch gleichbedeutend verwendet.
Als einfaches Beispiel eine Dreiecksgeschichte. Das universe of discourse U besteht aus Ulrich, Heiner und Anna:
U = {Ulrich, Heiner, Anna}
Wir haben zwei Prädikatssymbole F( ) (einstellig) und L( , ) (zweistellig). Wir ordnen das Prädikatensymbol F( ) der einstelligen Relation (das heißt einer Teilmenge von U) {Anna} zu. Das Prädikatensymbol L( , ) der zweistelligen Relation {(Anna, Heiner), (Heiner, Anna), (Ulrich, Anna)}. Unsere Prädikate sind F(x) und L(x1, x2).
F(x) ist genau dann wahr, wenn x = Anna. In unserer Interpretation gilt also: F(Anna).